# Эррико, Мелисса
Мели́сса Э́ррико (англ. Melissa Errico; 23 марта 1970, Нью-Йорк, Нью-Йорк, США) — американская актриса, певица и автор песен.

## Биография
Мелисса Эррико родилась 23 марта 1970 года в Нью-Йорке (штат Нью-Йорк, США) в семье скульптора и доктора. У Мелиссы есть брат — музыкант Майк Эррико и сестра — модный дизайнер Мелани Эррико.
Мелисса дебютировала в кино в 1995 году, сыграв роль Триши Скотт в телесериале «Тайны Кросби». Всего Эррико сыграла в 17-ти фильмах и телесериалах. Также она является автором-песенником.
С 19 декабря 1998 года Мелисса замужем за теннисистом Патриком МакИнро (род.1966). У супругов есть трое дочерей: Виктория Пенни МакИнро (род.2006) и близнецы Дайана Кэтрин МакИнро и Джульетт Беатрис МакИнро (род.19.11.2008).